# Německá asociace skautů svatého Jiří
Německá asociace skautů svatého Jiří (DPSG, Deutsche Pfadfinderschaft Sankt Georg) je největší z mnoha skautských organizací v Německu. Katolické sdružení má asi 95 000 příslušníků obou pohlaví. Prostřednictvím Ring deutscher Pfadfinderverbände je členem světové organizace skautského hnutí.
DPSG je také členem Mezinárodní katolické konference skautingu (ICCS) a Federace německé katolické mládeže (BDKJ).

## Historie

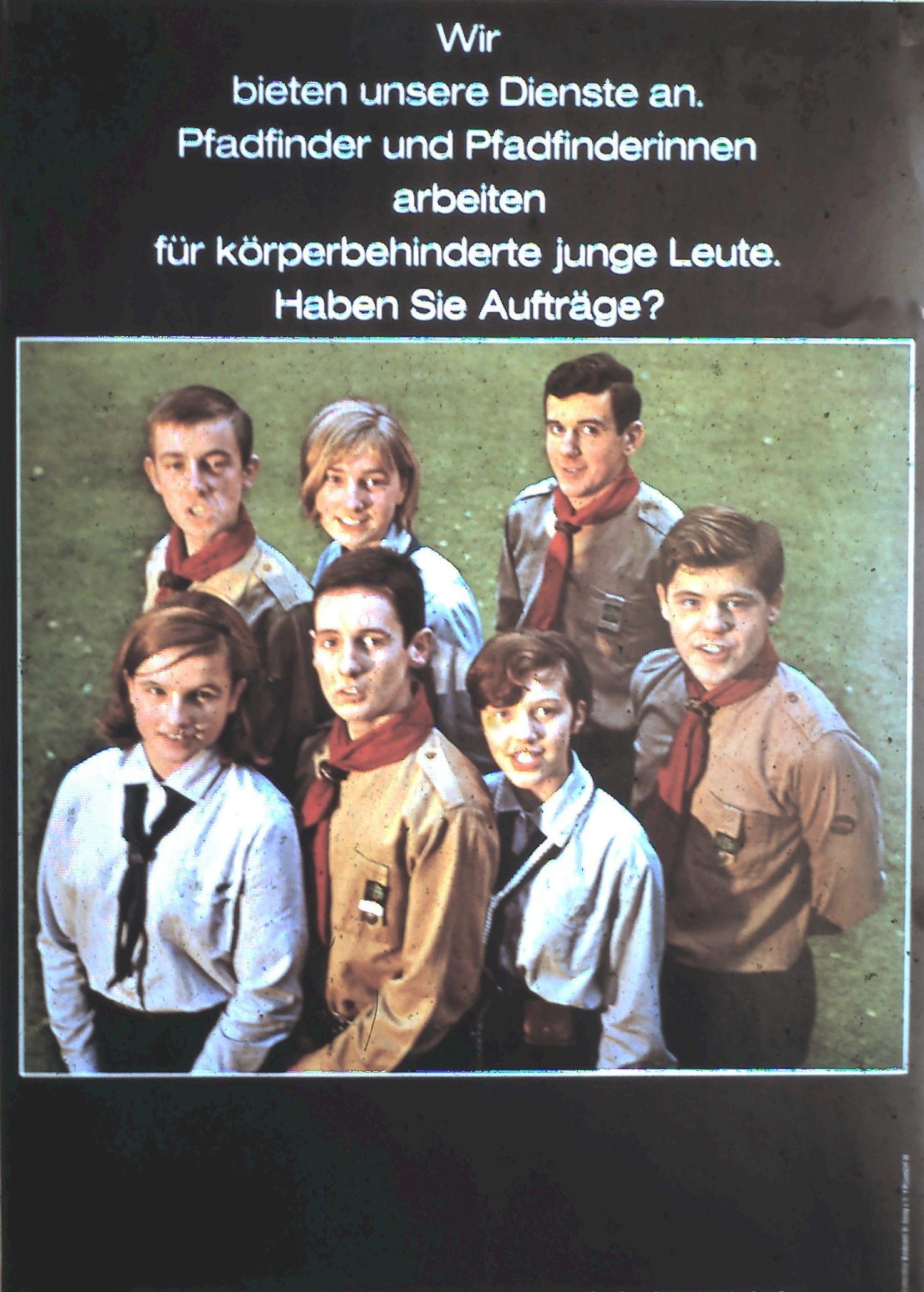
Členové Německá asociace skautů svatého Jiří (chlapci) a Pfadfinderinnenschaft Sankt Georg (dívky), 1967

DPSG byla založena v roce 1929. V předcházejících letech bylo jen několik aktivních oddílů katolických skautů, protože většina německých biskupů považovala skauting za protestantské nebo sekulární hnutí. Na počátku DPSG čítal ne více než 800 členů. Po roce 1933 počet členů znatelně vrostl v důsledku toho, že většina konkurenčních mládežnických organisací byla rozpuštěna nacistickými úřady nebo začleněna do Hitlerjugend, zatímco DPSG se tiše těšilo určitého stupně ochrany od říšského konkordátu. V roce 1935 bylo členem 16 000 chlapců ve 457 oddílech. Tento vývoj trval až do roku 1938, kdy byly všechny náboženské mládežnické organizace zakázány.
Katolický skauting byl obnoven jakmile skončila druhá světová válka, díky tajné sítí kontaktů tiše existující v některých místech. První oddíly byly reorganizovány v roce 1945. Hlavně v pásmu obsazeném Američany. V roce 1946 byla obnovena národní asociace. Když byla v roce 1949 založena Ring deutscher Pfadfinderverbände, DPSG měla asi 20 000 členů.
Počet členů sdružení se v následujících letech dále zvyšoval - s některými dočasnými výkyvy - až k hranici 100 000 v raných osmdesátých letech. Od té doby členství stagnuje. V roce 1971 se DPSG otevřelo pro dívky. V současné době jsou téměř všechny oddíly koedukované.

## Program
Odznakem skautů je modrý symbol, kombinující skautskou fleur-de-lis a kříž.

### Věkové kategorie

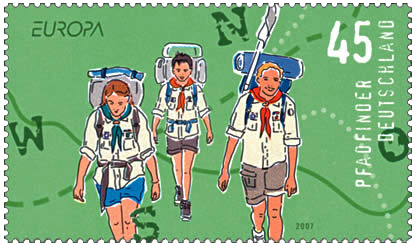
Pamětní známka německé pošty k výročí skautingu v roce 2007, zobrazující oldskauta a dva rovery

DPSG je rozdělena do čtyř sekcí dle věku:
- Wölflinge (Vlčata) - ve věku 7 až 10 s oranžovým šátkem
- Jungpfadfinder (Skauti) - ve věku 10 až 13 s modrým šátkem
- Pfadfinder (Venture Scouts) - ve věku 13 až 16 se zeleným šátkem
- Rover - ve věku 16 až 20 s červeným šátkem

Všichni vedoucí v DPSG jsou starší 18 let, nosí šedý šátek, nebo pokud jsou vzdělaní v Gilwelu, tak šátek a odznak Woodbadge.

## Mezinárodní partneři
DPSG silně zdůrazňuje svá mezinárodní partnerství. Od pozdních čtyřicátých let je ve spojení se Scouts et Guides de France a Associazione Guide e Scouts Cattolici Italiani. V nedávné době byla zahájena řada rozvojových partnerství. Tito partneři zahrnují Scoutisme Beninois, Asociación de Scouts de Bolivia, Lebanese Scouting Federation, Association des Scouts du Rwanda a Association Scoute du Togo.

## Struktura
DPSG je rozdělena do 25 rad (Diözesanverbände), které odpovídají katolickým diecézím Německa. Pouze dvě diecéze v bývalém Německé demokratické republice jsou bez vlastních struktur (Drážďany-Míšeň a Görlitz), které jsou pod správou sousedících rad.
Většina rad je rozdělena do okresů (celkem: 137) a na místní úrovni je aktivních více než 1 400 skupin (Stämme, "kmeny"). Většinou jsou střediska složeny ze čtyř oddílů - jeden za každou sekci